# Chromogobius
Chromogobius es un género de peces de la familia Gobiidae y de la orden de los Perciformes.

## Especies
- Chromogobius britoi (Van Tassell, 2001)
- Chromogobius quadrivittatus (Steindachner, 1863)
- Chromogobius zebratus (Kolombatovic, 1891)

- Datos: Q867053
- Multimedia: Chromogobius / Q867053
- Especies: Chromogobius